# Cyperus odoratus
Cyperus odoratus es una especie de planta del género Cyperus. Está reportada para Venezuela en todos los estados excepto en Yaracuy, Estado Anzoátegui, Cojedes y Trujillo.

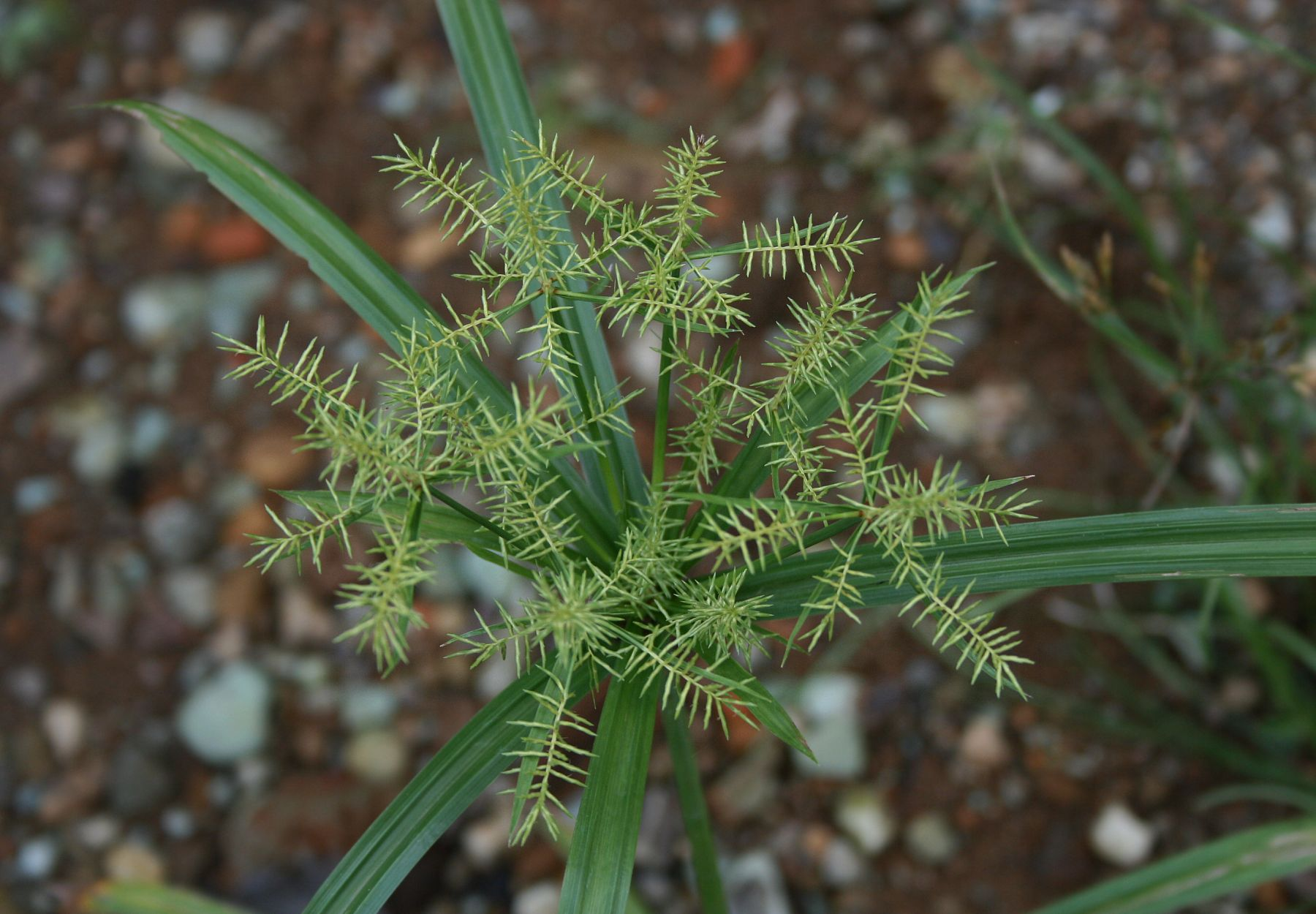
Detalle de la planta

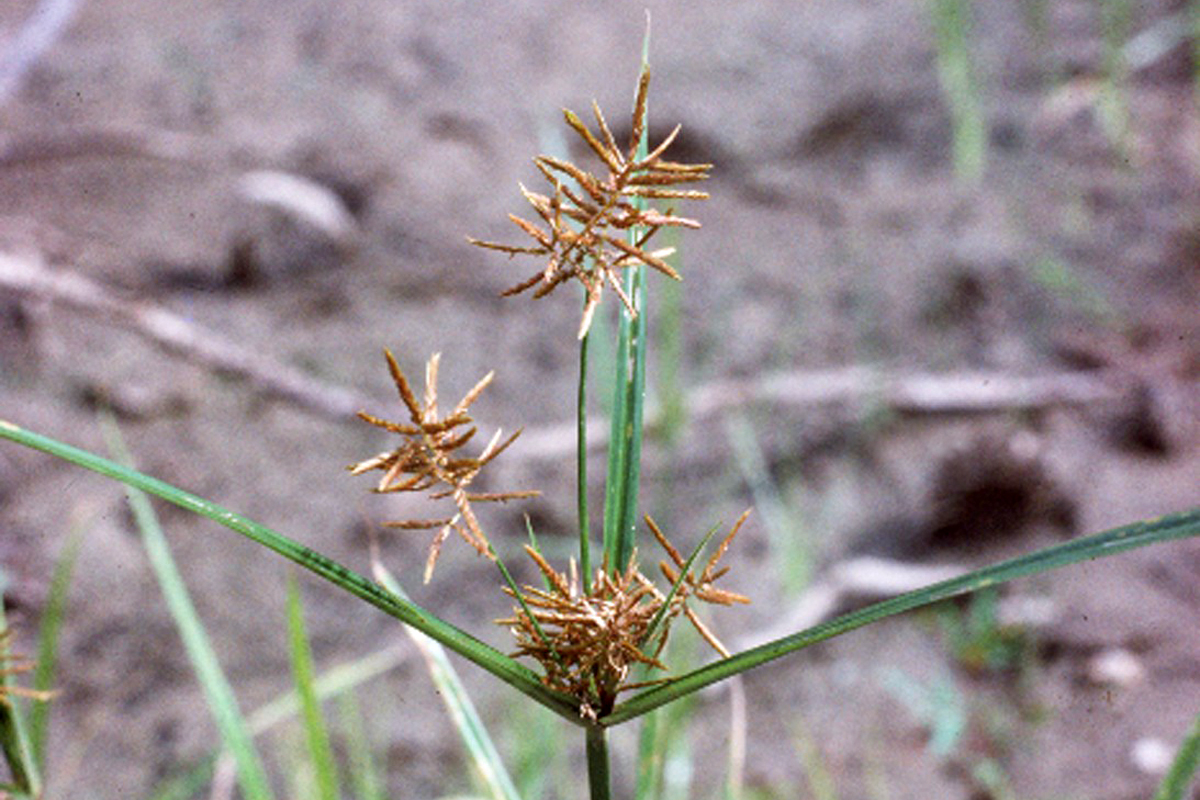
Detalle de la planta

## Descripción
Planta perenne o a veces anual, con raíces fibrosas; culmos triquetros, de 10–130 cm de alto. Hojas con láminas en forma de V o M, 10–65 cm de largo. Brácteas de la inflorescencia 5–9, horizontales a ascendentes, hasta 70 cm de largo, rayos 3–12, 1–15 (25) cm de largo (en algunas plantas los rayos están ausentes y las espigas sésiles forman un capítulo denso y solitario de 1–3 cm de ancho), espigas laxa a densamente ovoides a cilíndricas, 1–4 cm de largo; espiguillas oblongas a lineares, teretes a ligeramente comprimidas, 5–27 mm de largo y 0.8–1.3 (1.9) mm de ancho, cafés a café-rojizas, raquilla alada, articulada en la base de cada escama; escamas 6–14 (30), ovadas a elípticas, 2.1–3.5 mm de largo y 1.5–2.1 mm de ancho, 5–7-nervias, persistentes; estambres 3, anteras (0.2) 0.4–0.8 mm de largo; estigmas 3. Fruto trígono, oblongo, 1.5–1.7 (1.9) mm de largo y 0.4–0.6 (0.7) mm de ancho, truncado y apiculado, finamente papiloso a casi liso, café a negro, estipitado.

## Distribución y hábitat
Especie común, se encuentra en áreas alteradas, en todas las zonas del país 0 - 2500 m s. n. m.; fl y fr todo el año; con una distribución pantropical y subtropical.

## Taxonomía
Cyperus odoratus fue descrita por Carlos Linneo y publicado en Species Plantarum 1: 46, en 1753.
Etimología
Cyperus: nombre genérico que deriva del griego y que significa "junco".
odoratus: epíteto latino que significa "olorosa".
Variedades
- Cyperus odoratus subsp. odoratus
- Cyperus odoratus subsp. transcaucasicus (Kük.) Kukkonen

Sinonimia
- Cyperus ferax Baker
- Cyperus lomentaceus Nees & Meyen
- Cyperus phleoides (Nees) Hillebr.
- Cyperus squarrosus var. parvus Britton
- Cyperus strigosus Hook. & Arn.
- Diclidium odoratum (L.) Schrad. ex Nees
- Mariscus phleoides Nees
- Torulinium conferatum C.B. Clarke
- Torulinium ferax (Rich.) Urb.
- Torulinium macrocephalum (Liebm.) T. Koyama
- Torulinium odoratum (L.) S.S.Hooper[6][7]